# Chandler River (Alaska)
Der Chandler River ist ein 169 Kilometer langer rechter Nebenfluss des Colville River im Norden des US-Bundesstaats Alaska.

## Verlauf
Der Chandler River entspringt in der Brookskette. Der Oberlauf liegt im Gates-of-the-Arctic-Nationalpark. Er fließt in nördlicher Richtung und mündet 27 Kilometer nordöstlich von Umiat in den Colville River, der durch die North Slope zum Arktischen Ozean fließt.
Der Chandler River ist einer von vielen Flüssen und Bächen, die den Colville River von der Brookskette nördlich der kontinentalen Wasserscheide her speisen.

## Name
Der Name Chandler River wurde 1924 vom United States Geological Survey zunächst dem heutigen Okokmilaga River zugewiesen, weil fälschlicherweise angenommen wurde, dass dieser aus dem Chandler Lake entspringt. 1944 wurde der Fehler korrigiert und der Name übertragen. Der namensgebende See wurde am 18. März 1886 von Leutnant Stoney nach William E. Chandler, Marinestaatssekretär unter Präsident Chester A. Arthur, benannt. Die Bezeichnung der Ureinwohner Alaskas für den See war „Narivakpak“.
Das Dictionary of Alaska Place Names führt neben Kurupa River auch Ninuluk Creek als Name für den Fluss.